# Dolgij Kamen'
Dolgij Kamen' (in russo Долгий Камень; in finlandese Pitkäpaasi o Kotisaari) è l'isola maggiore dell'arcipelago Pitkjapaasi, un gruppo di isole russe nella parte nord-orientale del golfo di Finlandia. Si trova nelle acque del mar Baltico. Amministrativamente fa parte del Vyborgskij rajon dell'oblast' di Leningrado, nel Circondario federale nordoccidentale.

## Geografia
Dolgij Kamen’ si trova a sud-est di Bol'šoj Pograničnyj e a sud di Krutojar, la seconda più grande isola dell'arcipelago. Su Dolgij Kamen’, ricoperta di foreste di conifere, si trova il villaggio finlandese abbandonato e distrutto di Pitkäpaade. A sud-ovest di Dolgij Kamen’ si trovano tre piccole isole: Chemminginletto, l'isola di Pavel Messer e Vysokij Greben' (Хеммингинлетто, остров Павла Мессера, Высокий Гребень).

## Storia
L'arcipelago Pitkjapaasi passò dalla Svezia alla Russia nel 1721 ai sensi del Trattato di Nystad. Dal 1920 al 1940, apparteneva alla Finlandia, poi tornò alla Russia e fu incluso nell'URSS. Occupate durante la seconda guerra mondiale, nel 1944, i finlandesi restituirono le isole, la cui appartenenza territoriale fu confermata dal Trattato di Parigi con la Finlandia del 1947.